# Kloster Želiv

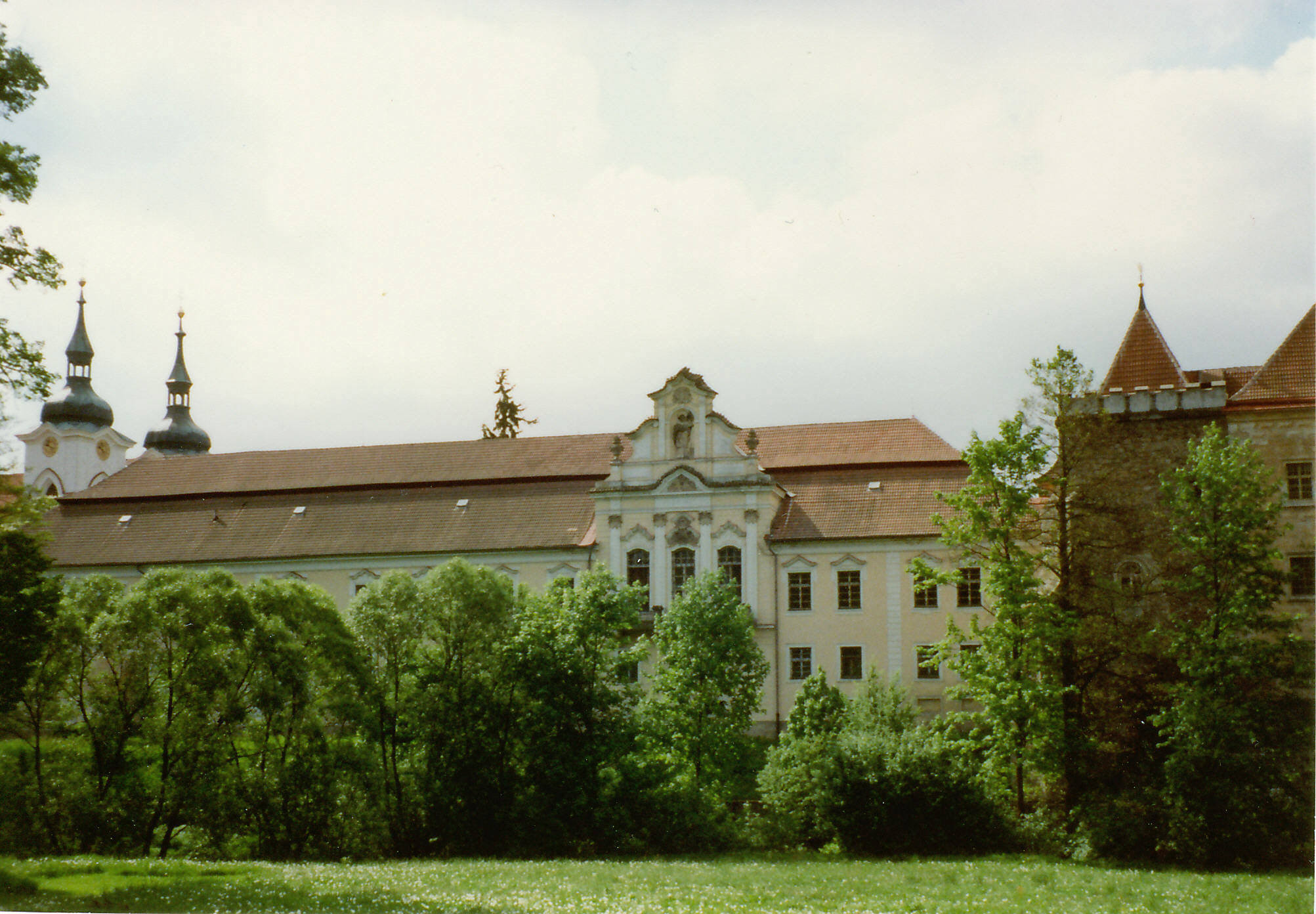
Prämonstratenser-Chorherrenstift Želiv (Selau): Klosteranlage

Kloster Želiv (deutsch: Seelau oder Selau; lateinisch: Siloe) ist eine Prämonstratenserabtei in der gleichnamigen Ortschaft Želiv im Okres Pelhřimov in Tschechien. In seinen Anfangsjahren war es ein Benediktinerkloster.

## Geschichte
Das Kloster Želiv wurde 1139 in einer Spornlage über der Želivka als Tochterkloster der Benediktinerabtei Sazau gegründet. Als Benediktinerkloster bestand es nur wenige Jahre. Zusammen mit der Umgebung gelangten Ortschaft und Kloster Želiv 1144 in den Besitz der Prager Bischöfe.
Auf Initiative des Olmützer Bischofs Heinrich Zdik und mit Zustimmung des Prager Bischofs Daniel I. wurde das Kloster 1148–1149 mit Prämonstratenser-Chorherren aus dem Kloster Steinfeld in der Eifel besiedelt, aus deren Reihen auch der erste Abt Gottschalk kam.
Schon bald wurden von Želiv aus weitere Klosterniederlassungen gegründet. Es waren die Männerklöster Geras (1153) und Mühlhausen (1187) sowie die Frauenklöster Launiowitz (1149/1150), Pernegg (1153) und Kloster Rosa Coeli in Kanitz (1181), deren erste Chorfrauen ebenfalls aus Steinfeld kamen.
Die Abtei hatte umfangreichen Grundbesitz, über die es auch das Patronatsrecht ausübte. 1233 erwarb das Kloster vom Deutschen Orden das Gut Humpoletz, sowie die Patronatsrechte über dieses und über Iglau.
Nach einem Brand wurde das Kloster 1374 wieder errichtet. In den Hussitenkriegen wurde es 1420 und 1424 geplündert. Da die Äbte nach Iglau geflohen waren, überließ der böhmische König Georg von Podiebrad das Klostergut 1468 der Adelsfamilie Trčka von Leipa, in deren Besitz es bis 1599 blieb. Der päpstliche Legat für Böhmen und Ungarn, Kardinal Paul, bewilligte dem Stift im Jahre 1502 den Bezug der Pfarreinkünfte und die Bestellung der Ordensleute zu Pfarrern. Nach der Schlacht am Weißen Berge wurden die Güter von Želiv konfisziert. 1623 konnten die Prämonstratenser der Abtei Strahov das ehemalige Klostergut für ihren Orden zurück erwerben. 1643 wurde das Kloster Selau wieder selbständig, musste aber im Dreißigjährigen Krieg 1645–1646 Beschädigungen durch die Schweden hinnehmen.
Nach dem Krieg erlebte das Stift eine Blütezeit. 1680–1688 wurden die Konventsgebäude nach Plänen des Architekten Giacomo Antonio de Maggi neu errichtet. Nach einem Brand von 1712 wurden das Refektorium, der Kapitelsaal und die Bibliothek ausgebaut. Die Abteikirche Mariä Geburt wurde nach Plänen von Johann Blasius Santini-Aichl im Stil der böhmischen Barockgotik erneuert. Nach einem Brand 1907 wurde der Abtsbau im Stil des Neubarock wieder aufgebaut.
1703 wurde im Kloster ein Gymnasium gegründet, das 1807 nach Deutschbrod verlegt wurde.
Nach der Machtübernahme durch die Kommunisten wurde die Prämonstratenserabtei 1950 im Rahmen der Aktion K durch den tschechoslowakischen Staat geschlossen. Auftakt dazu war die Verhaftung von Abt Vít Bohumil Tajovský (1912–1999), der in einem Schauprozess zu elf Jahren Gefängnis verurteilt wurde, von denen er zehn in Haft verbrachte. Anschließend dienten die Stiftsgebäude als Internierungslager für zeitweise bis zu 400 Priester. Zu ihnen gehörten der Prager Erzbischof František Kardinal Tomášek und der Königgrätzer Erzbischof Karel Otčenášek. Ab 1954 dienten die ehemaligen Klostergebäude als psychiatrische Anstalt.
Nach der Samtenen Revolution von 1989 wurde das Kloster 1991 an den Orden der Prämonstratenser restituiert. Dieser nutzt das Kloster wieder als selbständige Abtei, deren Vorsteher Abt Bronislav Ignác Kramár OPraem ist.